# اچ‌ام‌اس رالی (۱۹۱۹)
اچ‌ام‌اس رالی (۱۹۱۹) (به انگلیسی: HMS Raleigh (1919)) یک کشتی است که طول آن ۵۶۵ فوت (۱۷۲ متر) می‌باشد. این کشتی در سال ۱۹۱۹ ساخته شد.